# Belgiens Grand Prix 1968
Belgiens Grand Prix 1968 var det fjärde av tolv lopp ingående i formel 1-VM 1968.  

## Resultat
1. Bruce McLaren, McLaren-Ford, 9 poäng
2. Pedro Rodríguez, BRM, 6
3. Jacky Ickx, Ferrari, 4
4. Jackie Stewart, Tyrrell (Matra-Ford) (varv 27, bränslebrist), 3
5. Jackie Oliver, Lotus-Ford (26, transmission), 2
6. Lucien Bianchi, Cooper-BRM, 1
7. Jo Siffert, R R C Walker (Lotus-Ford) (25, oljetryck)
8. Jean-Pierre Beltoise, Matra

### Förare som bröt loppet
- Piers Courage, Reg Parnell (BRM) (varv 22, motor)
- Denny Hulme, McLaren-Ford (18, bakaxel)
- John Surtees, Honda (11, upphängning)
- Chris Amon, Ferrari (8, kylare)
- Brian Redman, Cooper-BRM (6, snurrade av)
- Richard Attwood, BRM (6, oljerör)
- Jack Brabham, Brabham-Repco (6, gasspjäll)
- Graham Hill, Lotus-Ford (5, bakaxel)
- Jochen Rindt, Brabham-Repco (5, motor)
- Joakim Bonnier, Jo Bonnier (McLaren-BRM) (1, hjul)